# Economia della Costa Rica
L'economia della Costa Rica è tra le più avanzate dell'America Latina, in cui il settore terziario produce più del 70% del PIL.

## Storia
Un tempo l'economia nazionale si basava sulle ricchezze agricole, oggi è invece prevalentemente indirizzata alle esportazioni di prodotti non tradizionali, (tra i quali l'elettronica), il tessile e il biomedico, l'agricoltura (che pesa solo per l'8%) con banane e ananas, di cui è il secondo produttore mondiale, caffè di alta qualità, e i servizi (call-center, software, banche ecc.). Le esportazioni nel 2006 sono state di circa 7 miliardi di dollari. La povertà riguarda circa il 18% della popolazione.
- Prodotto nazionale lordo: $12,545 pro capite (a parità di potere d'acquisto, stime 2012)
- Bilancia dei pagamenti: -254 milioni di dollari.
- Inflazione: 13,2%.
- Disoccupazione: 4,50%.

## Risorse
- Produzione di energia elettrica: 1,2 GW.
- Pesca: 27928 t
- Petrolio: non produttore, raffinazione 15 000 b/g.
- Allevamento: bovini 1,5 milioni, suini 280 000, cavalli 115 000.
- Minerali: oro, bauxite, argento, manganese, mercurio.

## Agricoltura
L'agricoltura (soprattutto la frutticoltura) era economicamente importante in passato; è rimasta di un certo rilievo la produzione agricola di cereali e legumi.

## Esportazioni
USA 53%, Germania 5%, Nicaragua 4%, Belgio-Lussemburgo 3%, Canada 3%, altri 32%.

## Importazioni
USA 59%, Messico 6%, Venezuela 3%, Giappone 3%, Colombia 3%, altri 26%.
Italia 0,5%

## Trasporti
Rete stradale: 5 814 km.

Rete autostradale: 663 km (panamericana).

Rete ferroviaria: 400 km.

Rete navigabile: 730 km.

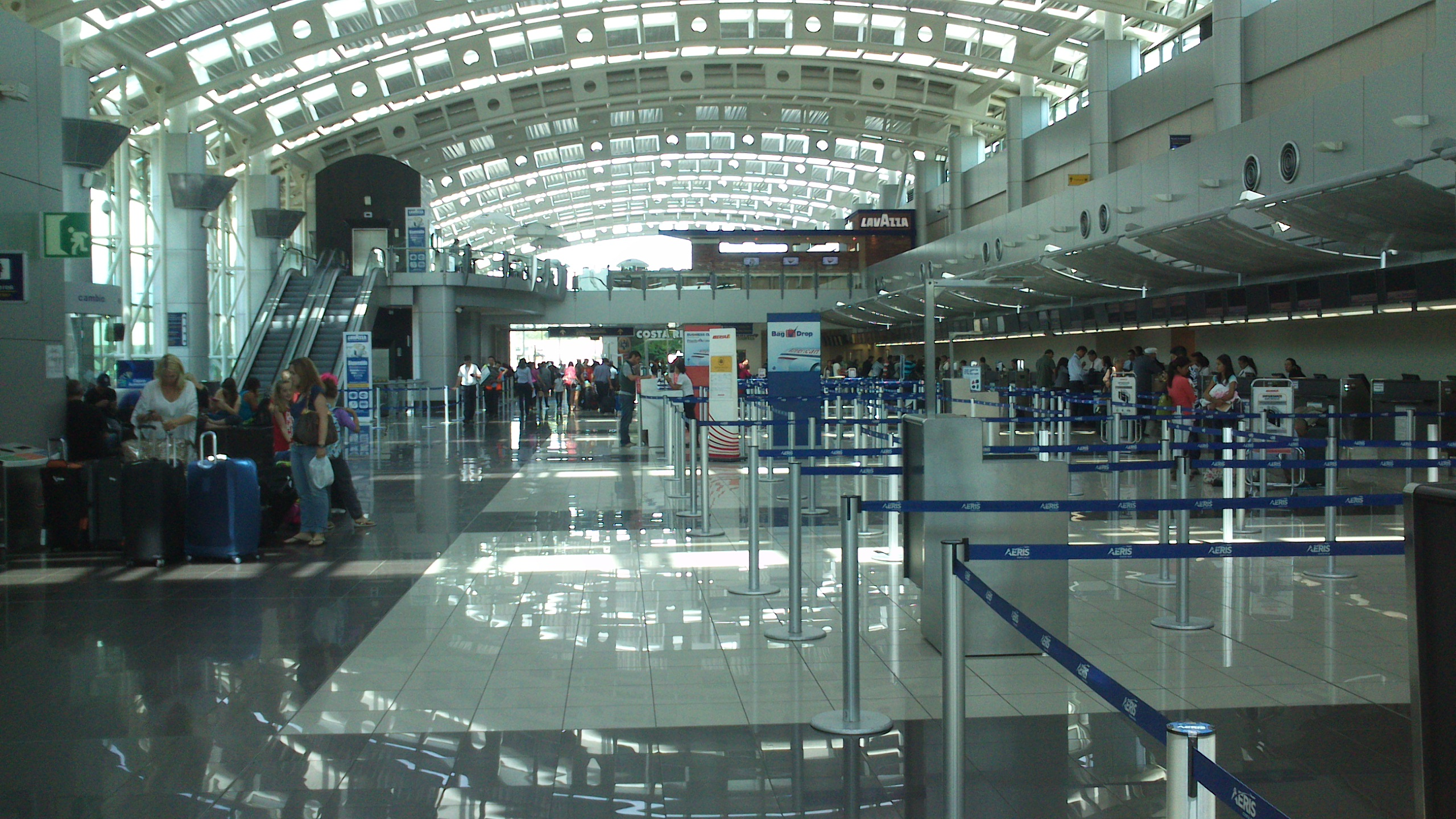
Aeroporto Internazionale Juan Santamaría, presso Alajuela, a circa 20 km dalla capitale San José

Aeroporti internazionali: Juan Santamaría nella città di Alajuela, e Daniel Oduber Quirós nella città di Liberia.
Flotta nazionale: 14 navi (5 900 tsl).

## Turismo
1 visitatore l'anno ogni 4,5 abitanti.
Provenienza: USA 35%, Nicaragua 14%, Panama 7%, altri 44%.